# ZAZH – Zentrum Altertumswissenschaften Zürich
Das ZAZH – Zentrum Altertumswissenschaften Zürich ist ein Kompetenzzentrum der Universität Zürich (UZH). Es verfolgt das Ziel, Forschung und Lehre im Bereich der Altertumswissenschaften über die Fakultätsgrenzen hinweg institutionell zu bündeln und allgemein die Stellung der UZH als Forschungs-Hub für das mediterrane Altertum international zu stärken. Mit seinen Aktivitäten, darunter regelmässigen interdisziplinären Ringvorlesungen zu Themen wie Migration. Demokratie und Populismus und auch Naturkatastrophen, Epidemien und Plagen soll ausserdem die ungebrochene Aktualität der Antike wieder stärker ins öffentliche Bewusstsein gerückt werden.
Den Kernbereich des wissenschaftlichen Netzwerkes bilden die Kultur der griechisch-römischen Antike des Mittelmeerraums in all ihren Facetten sowie deren Anregungspotential für die Konstruktion europäischer und aussereuropäischer Identitäten im Laufe der Jahrhunderte.
Dieser Kernbereich wird auf geographischer Ebene um Syrien und Palästina, Ägypten, den Vorderen Orient, das Alte Indien und das Alte China sowie die angrenzenden Gebiete des „Barbaricums“ erweitert. Die zeitliche Achse umfasst neben der Antike auch die Rezeption der Antike. Hierüber hinaus ergeben sich im Bereich der Methodik Kooperationen z. B. mit dem Institut für evolutionäre Medizin und weiteren Abteilungen der UZH und der ETHZ.

## Beteiligte Institute
| Philosophische Fakultät der Universität Zürich                 | |
| Kernbereich der griechisch-römischen Antike                    | Historisches Seminar, Fachbereich Alte Geschichte                                                         |
|                                                                | Institut für Archäologie, Fachbereich Klassische Archäologie und Prähistorische Archäologie               |
|                                                                | Seminar für Griechische und Lateinische Philologie der Antike, des Mittelalters und der Neuzeit           |
| Weitere Bereiche                                               | Asien-Orient Institut, Fachbereiche Sinologie, Indologie und Islamwissenschaft                            |
|                                                                | Institut für Vergleichende Sprachwissenschaft, Fachbereich Indogermanistik                                |
|                                                                | Philosophisches Seminar, Fachbereich Geschichte der Philosophie und Theoretische Philosophie              |
| Rechtswissenschaftliche Fakultät der Universität Zürich        | |
|                                                                | Rechtswissenschaftliches Institut, Fachbereich Römisches Recht                                            |
| Theologische Fakultät der Universität Zürich                   | |
|                                                                | Religionswissenschaftliches Seminar, Fachbereich Allgemeine Religionsgeschichte und Religionswissenschaft |
|                                                                | Theologisches Seminar, Fachbereiche Altes Testament, Neues Testament und Kirchengeschichte                |
| Internationale Kooperationen                                   | |
| Ludwig-Maximilians-Universität München                         | Münchner Zentrum für Antike Welten (MZAW)                                                                 |
| Northeast Normal University (Changchun, Jilin Province, China) | Institute for the History of Ancient Civilizations (IHAC)                                                 |

## Nachweise
1. ↑  ZAZH-Ringvorlesung Migration (2019). Abgerufen am 2. Januar 2021.
2. ↑  ZAZH-Ringvorlesung Demokratie (2020). Abgerufen am 9. Dezember 2020.
3. ↑  ZAZH – Ringvorlesung Naturkatastrophen, Epidemien und Plagen (2021). Abgerufen am 2. Januar 2021.
4. ↑  UZH –  Zentrum Altertumswissenschaften, Was ist das ZAZH? –  Allgemein. Abgerufen am 9. Dezember 2020.
5. ↑  UZH –  Zentrum Altertumswissenschaften Zürich, Beteiligte Institute. Abgerufen am 9. Dezember 2020.